# Ida Baier
Ida Baier, conocida también por su nombre de casada Ida Liebhardt o Ida Liebhardt-Baier (Viena, 16 de marzo de 1863-Viena, 1 de julio de 1933), fue una cantante de ópera (contralto) austriaca.

## Biografía
Ida Baier fue alumna de Mathilde Marchesi (recibió lecciones de teatro de August Förster) y, antes de incorporarse a la Asociación del Teatro de la Ópera de la Corte de Viena (1880), estuvo comprometida en Graz (como primera contralto), donde se despidió como Amneris. Su primer papel en Viena fue Martha Schwertlein. Trabajó allí hasta 1906. Se desconoce su vida futura hasta su muerte en 1933.
Era hermana de la cantante de ópera Anna Baier, su marido era Ignaz Liebhardt .

## Literatura
- Eisenberg, Ludwig (1903). Großes biographisches Lexikon der Deutschen Bühne im XIX. Jahrhundert. Leipzig: Verlag von Paul List. p. 42.
- Antonicek: Liebhardt Ida. En: Österreichisches Biographisches Lexikon 1815–1950 (ÖBL). Volumen 5, Editorial de la Academia Austríaca de Ciencias, Viena 1972, p. 197.